# Sulejów
Sulejów er en by i Polen, i Lodz-voivodskab (Łódź-voivodskab, Województwo łódzkie). Sulejów ligger ved floden Pilica (flod).
- befolkning: 6.349

## Natur
- Pilica (flod)
- Sulejowski Park Krajobrazowy

## Turisme
- Kloster (12.-13. århundrede) i Sulejów-Podklasztorze
- Sulejowski Park Krajobrazowy
- Kajak-vejen på floden Pilica – 228 km: Zarzecze ved Szczekociny – Przedbórz – Faliszew – Skotniki (Aleksandrów Kommune) – Sulejów – Tomaszów Mazowiecki – Spała – Inowłódz – Żądłowice – Grotowice – Domaniewice – Nowe Miasto nad Pilicą – Białobrzegi – Warka – Pilicas mundingen til floden Wisła
- Sulejów Søen ved Sulejów er et rekreativ område.

## Byer ved Sulejów
- Piotrków Trybunalski
- Tomaszów Mazowiecki
- Opoczno
- Przedbórz

## Landsbyer ved Sulejów
- Dąbrowa nad Czarną
- Skotniki